# Knut Frydenlund
Knut Frydenlund (31 mars 1927 - 26 février 1987) est un diplomate et homme politique norvégien du Parti travailliste qui est  ministre des Affaires étrangères de 1973 à 1981, puis de 1986 à 1987.

## Biographie
Frydenlund est né à Drammen et commence sa carrière diplomatique dans les années 1950, d'abord à l'ambassade de Norvège à Bonn, puis occupe divers postes diplomatiques au cours des années 1950 et 1960. En 1969, il est élu au Parlement en tant que membre du Parti travailliste norvégien et devient ministre des Affaires étrangères du gouvernement travailliste en 1973. Alors que le Parti travailliste est hors du pouvoir de 1981 à 1986, il est remplacé comme ministre des Affaires étrangères par Svenn Thorkild Stray, mais il revient au pouvoir en mai 1986.
En février 1987, après son retour d'une réunion du Conseil nordique à Helsinki, Frydenlund s'effondre à l'aéroport Fornebu d'Oslo en raison d'une hémorragie cérébrale et meurt peu de temps après à l'hôpital Ullevaal d'Oslo.